# St. Philips n.º 301
St. Philips n.º 301 es un municipio rural canadiense situado en la provincia de Saskatchewan.

## Superficie
St. Philips n.º 301 tiene una superficie de 647,8 km².

## Demografía
En 2021, tenía 200 habitantes, una densidad poblacional de 0,3 hab./km², y 151 viviendas.